# 이정민 (유도 선수)
이정민(1990년 11월 13일 ~ )은 대한민국의 패럴림픽 유도 선수이다.
고등학생 때 앓은 망막층간분리증으로 시력을 일부 잃었다. 2014년 전국실업유도 최강전에서 왕기춘을 이기고 우승했다. 그 해 11월부터 패럴림픽 유도 선수로 활동했다. 대한민국 남자 81kg급 대표로 2016년 패러림픽 은메달, 2020년 동메달을 땄다. 또한 2018년 아시안패러게임에서 81kg급과 단체전에서 금메달을 땄다.